# Neolophonotus necator
Neolophonotus necator là một loài ruồi trong họ Asilidae. Neolophonotus necator được Londt miêu tả năm 1988. Loài này phân bố ở vùng nhiệt đới châu Phi.